# Margret Kreidl
Margret Kreidl (2 de gener del 1964, Salzburg) és una escriptora austríaca. Va escriure teatre, drames radiofònics, poesia i narrativa. El 2003 va ser Writer in Residence a l'Allegheny College a Meadville (Pennsilvània). Margret Kreidl és membre de l'associació d'autors austríaca Grazer Autorenversammlung i viu a Viena. Es va traduir obres de Margret Kreidl a l'eslovè, al búlgar i al francès.

## Premis
- 1994: Reinhard-Priessnitz-Preis, Viena
- 1996: Literaturförderungspreis, Graz
- 2000: Förderungspreis der Stadt Wien, Viena
- 2001: Siemens-Förderpreis, Viena

## Obra

### Teatre
- 1990 Asilomar, Szenische Collage, estrena, fabrik, Graz
- 1992 Auf die Plätze. Sportlerdrama, estrena, Stadttheater Koblenz
- 1993 Damen.Kontakte, Musik: Ernst Christian Rinner, estrena, Forum Stadtpark, Graz; Halbe Halbe. Ein Stück, estrena, Forum Stadtpark Theater, Graz
- 1994 Unter Wasser. Fünf Akte, estrena, Volkstheater Viena; Alemanya, Akademie Schloß Solitude, Stuttgart
- 1995 Unter Wasser. Fünf Akte, Reihe Junge Autoren Berliner Ensemble, Gastspiele: Theater an der Winkelwiese, Zürich; Théâtre de Poche, Bienne
- 1997 Dankbare Frauen. Komödie, estrena, Postfuhramt Berlin–Mitte
- 1998 Unter Wasser. Fünf Akte für eine Sängerin und 13 Instrumentalisten, musica: Richard Barrett, estrena, Paradiso, Amsterdam;Steirischer Herbst, Graz
- 1999 Stilleben mit Wurmloch, musica: Richard Barrett, veu: Ute Wassermann, estrena, Podewil, Berlin; Mehlspeisenarie. Dramolett, estrena, Burgtheater, Viena
- 2001 Auf gut Deutsch, UA, Marstall, München; Grinshorn und Wespenmaler. Heimatdramen, estrena, Amerlinghaus, Viena
- 2004 Schneewittchen und die Stahlkocher, estrena, Theater Phönix, Linz; Fünf Akte, alemany/hebreu, Szenische Lesung, Stadttheater Bremen
- 2006 Jedem das Seine; estrena, Theater Phönix, Linz; Tu misma, Komposition: Ana Maria Rodriquez/Ute Wassermann, estrena, Wittener Tage für Kammermusik; Dankbare Frauen/Des femmes reconnaisstantes, lecture spectacle, Théâtre Artistic Athévains, Paris

### Llibres
- 1995: Meine Stimme, edition gegensätze, Graz
- 1996: Ich bin eine Königin. Auftritte, Wieser Verlag, Klagenfurt
- 1998: In allen Einzelheiten. Katalog, Ritter Verlag, Klagenfurt
- 1999: Süße Büsche. Das fröhliche Wohnzimmer, Viena
- 2001: Grinshorn und Wespenmaler. 34 drames, Das fröhliche Wohnzimmer, Viena
- 2002: Laute Paare. Edition Korrespondenzen, Viena
- 2005: Mitten ins Herz. Edition Korrespondenzen, Viena
- 2009: Ein Schwalbe falten. Edition Korrespondenzen, Viena
- 2014: Einfache Erklärung. Alphabet der Träume. Edition Korrespondenzen, Viena

### Radiodrames
- 1993 Halbe Halbe, ORF, Ö1
- 1994 Meine Stimme, Cant: Ute Wassermann, ORF Ö1
- 1996 Reiten, ORF Ö1
- 1998 Auf der Couch, ORF Ö1
- 2000 Privatprogramm, ORF Ö1
- 2002 Heimatkunde, ORF Ö1
- 2003 Spuren, Schwärme, ORF Ö 1
- 2004 Wir müssen reden, ORF Ö1
- 2006 Von Herzen, mit Schmerzen, ORF Ö1